# Hicham Arazi
Hicham Arazi es un jugador profesional de tenis nacido el 19 de octubre de 1973 en Casablanca, Marruecos.

## Títulos (1)

### Individuales (1)
| Leyenda                |
| Grand Slam (0)         |
| Tennis Masters Cup (0) |
| ATP Masters Series (0) |
| ATP Tour (1)           |

| N.º | Fecha               | Torneo     | Superficie    | Oponente en la final | Resultado   |
| --- | ------------------- | ---------- | ------------- | -------------------- | ----------- |
| 1.  | 24 de marzo de 1997 | Casablanca | Tierra batida | Franco Squillari     | 3-6 6-1 6-2 |

### Finalista en individuales (2)
- 1999: Merano (pierde ante Fernando Vicente)
- 2001: Montecarlo TMS (pierde ante Gustavo Kuerten)